# Artemisia tripartita
Artemisia tripartita es una especie de arbusto del género Artemisia, que se distribuye por Norteamérica.

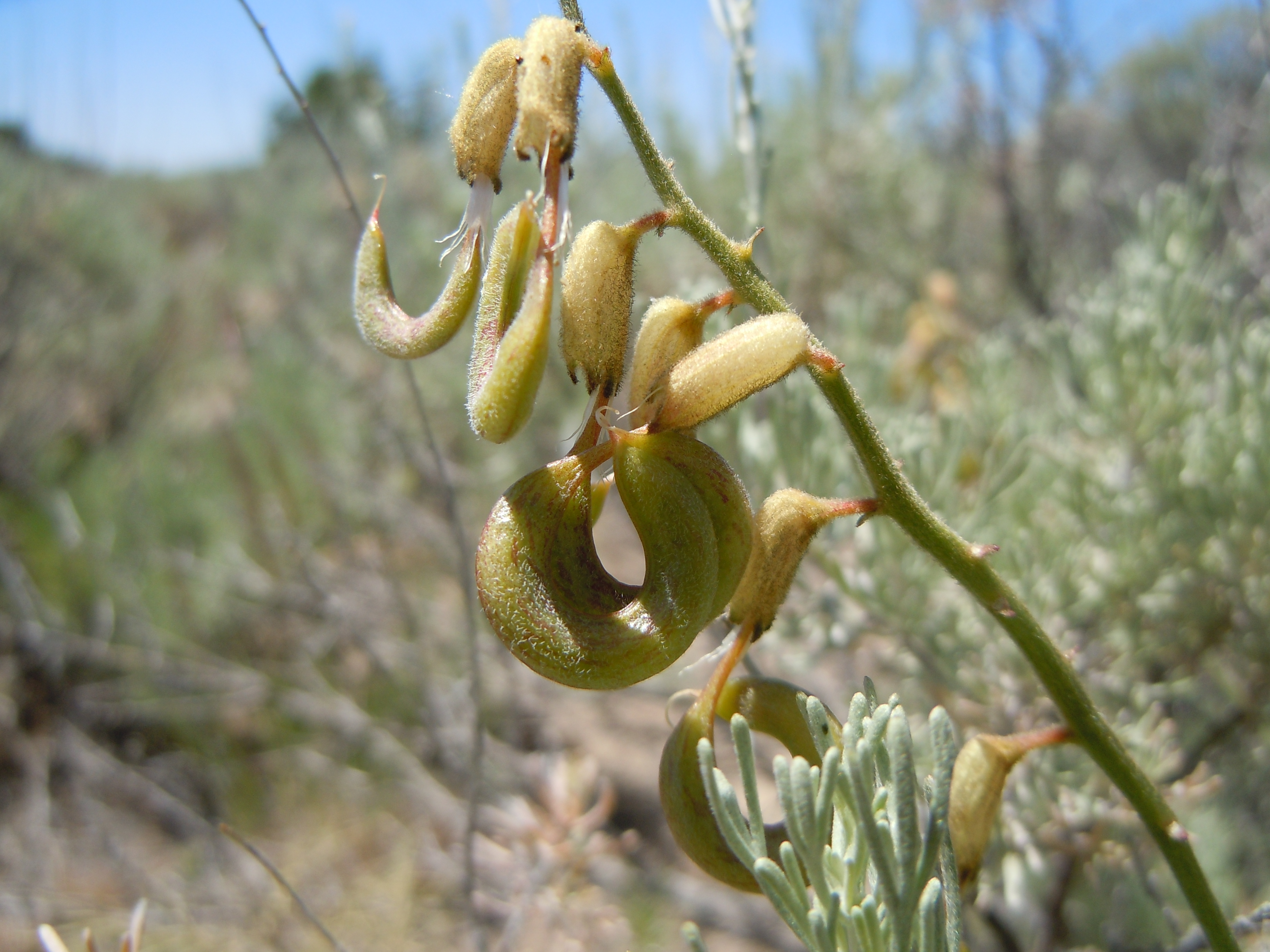
Frutos

## Descripción
Es un árbol de hoja perenne o arbusto que alcanza un tamaño de hasta 2 metros de altura. La subespecie rupicola, es una subespecie enana con ramas decumbentes, extendiéndose a casi medio metro pero creciente a sólo unos 15 centímetros de altura. Las hojas tienen tres partes. La planta produce muchas semillas. También se puede propagar por brotes de raíces poco profundas y por acodo. La planta es aromática.

## Distribución y hábitat
Es nativa de Norteamérica occidental desde la Columbia Británica a Nevada y Montana a Utah. Cubre alrededor de 3,4 millones de hectáreas de las Montañas Rocosas y la Gran Cuenca.
Esta planta es común y puede ser dominante en algunas regiones, como la estepa de Washington|, en el sur de Idaho y los pastizales y matorrales en el oeste de Montana. Crece en laderas escarpadas y los suelos rocosos y poco profundos. Tolera suelos secos también.

## Taxonomía
Artemisia tripartita fue descrita por (Nutt.) Rydb. y publicado en Memoirs of the New York Botanical Garden 1: 432. 1900.
Etimología
Hay dos teorías en la etimología de Artemisia: según la primera, debe su nombre a Artemisa, hermana gemela de Apolo y diosa griega de la caza y de las virtudes curativas, especialmente de los embarazos y los partos . Según la segunda teoría, el género fue otorgado en honor a Artemisia II, hermana y mujer de Mausolo, rey de la Caria, 353-352 a. C., que reinó después de la muerte del soberano. En su homenaje se erigió el Mausoleo de Halicarnaso, una de las siete maravillas del mundo. Era experta en botánica y en medicina.
tripartita: epíteto latino que significa "tres partes".
Sinonimia
- Artemisia tridentata var. trifida (Nutt.) McMinn
- Artemisia tripartita var. hawkinsii E.H.Kelso
- Artemisia tripartita subsp. rupicola Beetle
- Artemisia tripartita var. rupicola (Beetle) Dorn[6]

subsp. tripartita Rydb.
- Artemisia tridentata subsp. trifida (Nutt.) H.M.Hall & Clem.
- Artemisia trifida Nutt.
- Seriphidium tripartitum (Rydb.) W.A.Weber